# Comisión Nacional de Actividades Espaciales
La Comisión Nacional de Actividades Espaciales (in italiano: Commissione nazionale delle attività spaziali), abbreviato CONAE, è un ente pubblico argentino e dipende dal Ministerio de Planificación Federal, Inversión Pública y Servicios.
È stata fondata il 28 maggio 1991 come erede della precedente Comisión Nacional de Investigaciones Espaciales (CNIE). È l'organismo competente per lo studio, l'esecuzione, il controllo e la gestione dei progetti e le attività spaziali in Argentina.
La CONAE raccoglie dati spaziali dai satelliti costruiti in Argentina in collaborazione con la NASA statunitense, i quali vengono controllati dalla stazione di terra Teófilo Tabanera situata nella provincia di Córdoba. Più di 80 tra università, enti, organizzazioni e aziende argentine partecipano ai progetti e alle attività spaziali del CONAE.

## Progetti

### SAOCOM
SAOCOM (acronimo di SAtellite Argentino di Osservazione COn Microonde) è un sistema di due satelliti equipaggiati con un radar ad apertura sintetica per l'osservazione della Terra.
Il sistema SAOCOM si può integrare con il COSMO-SkyMed dell'Agenzia Spaziale Italiana per formare il Sistema italo-argentino di satelliti per la gestione delle emergenze (SIASGE).

### Tronador II

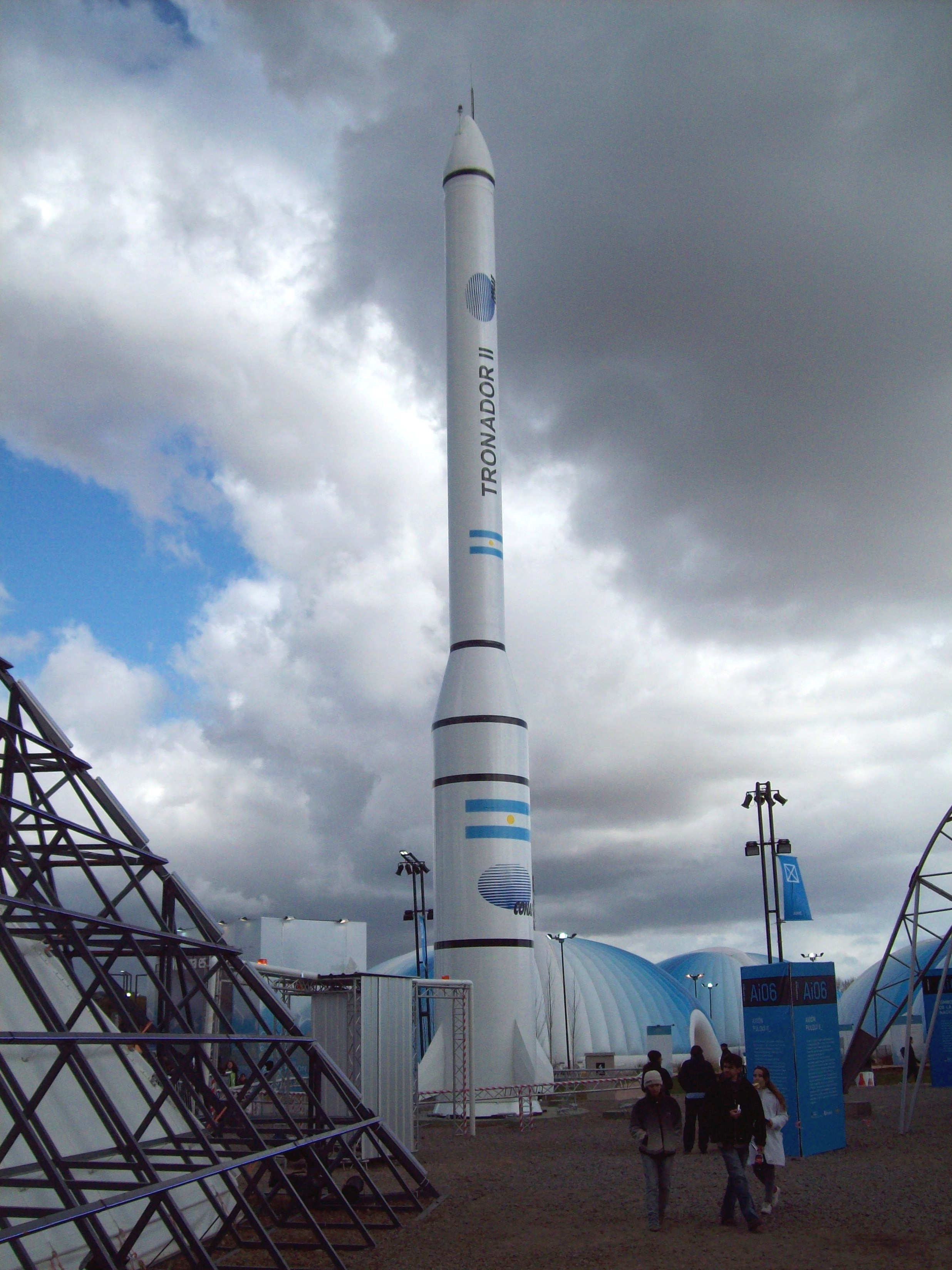
Il vettore Tronador II.

Tronador II è un lanciatore spaziale in tre stadi in grado di portare in orbita carichi di medie dimensioni. Il progetto non è ancora completo e si prevede di effettuare il lancio inaugurale nel 2015.

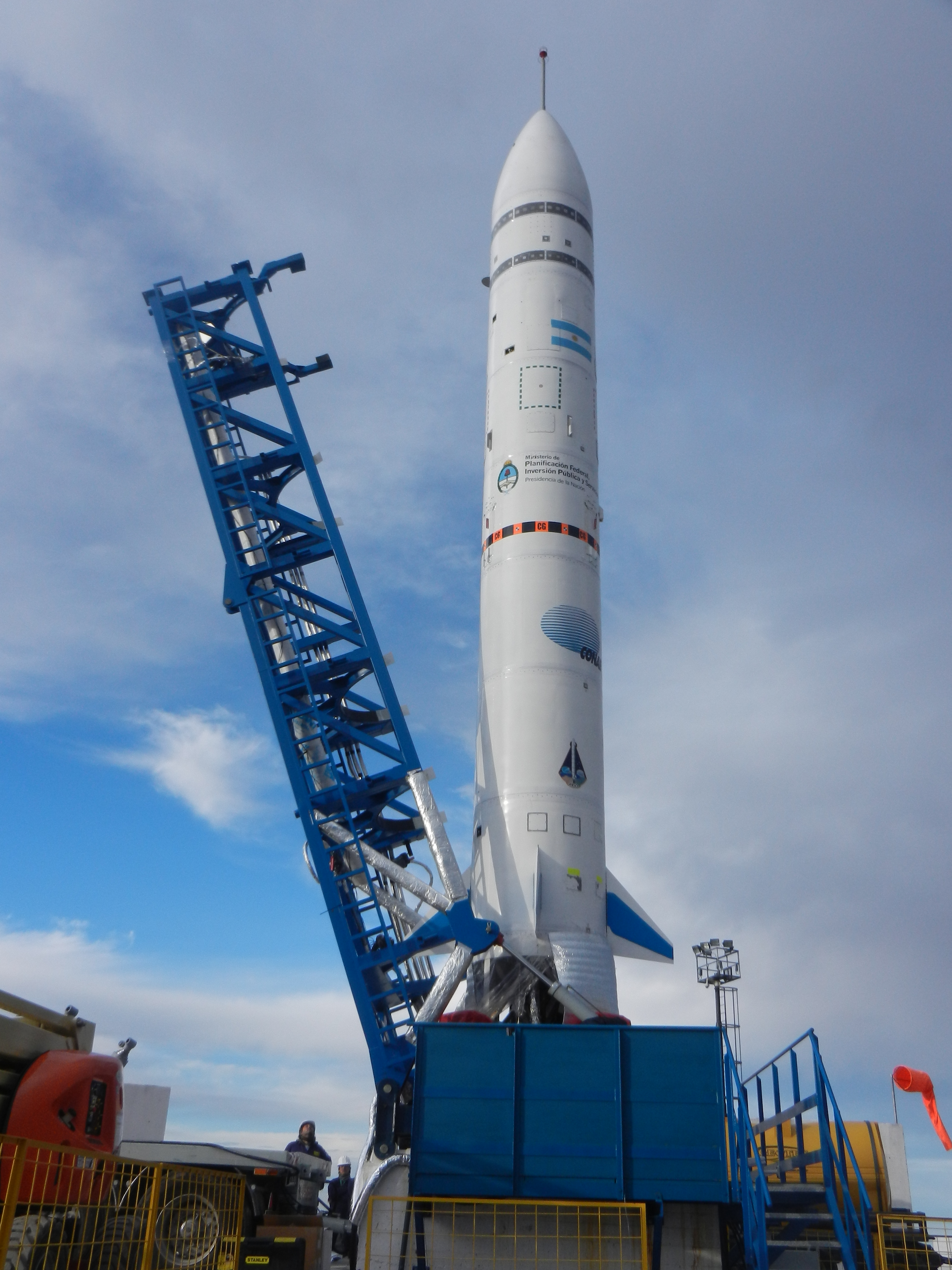
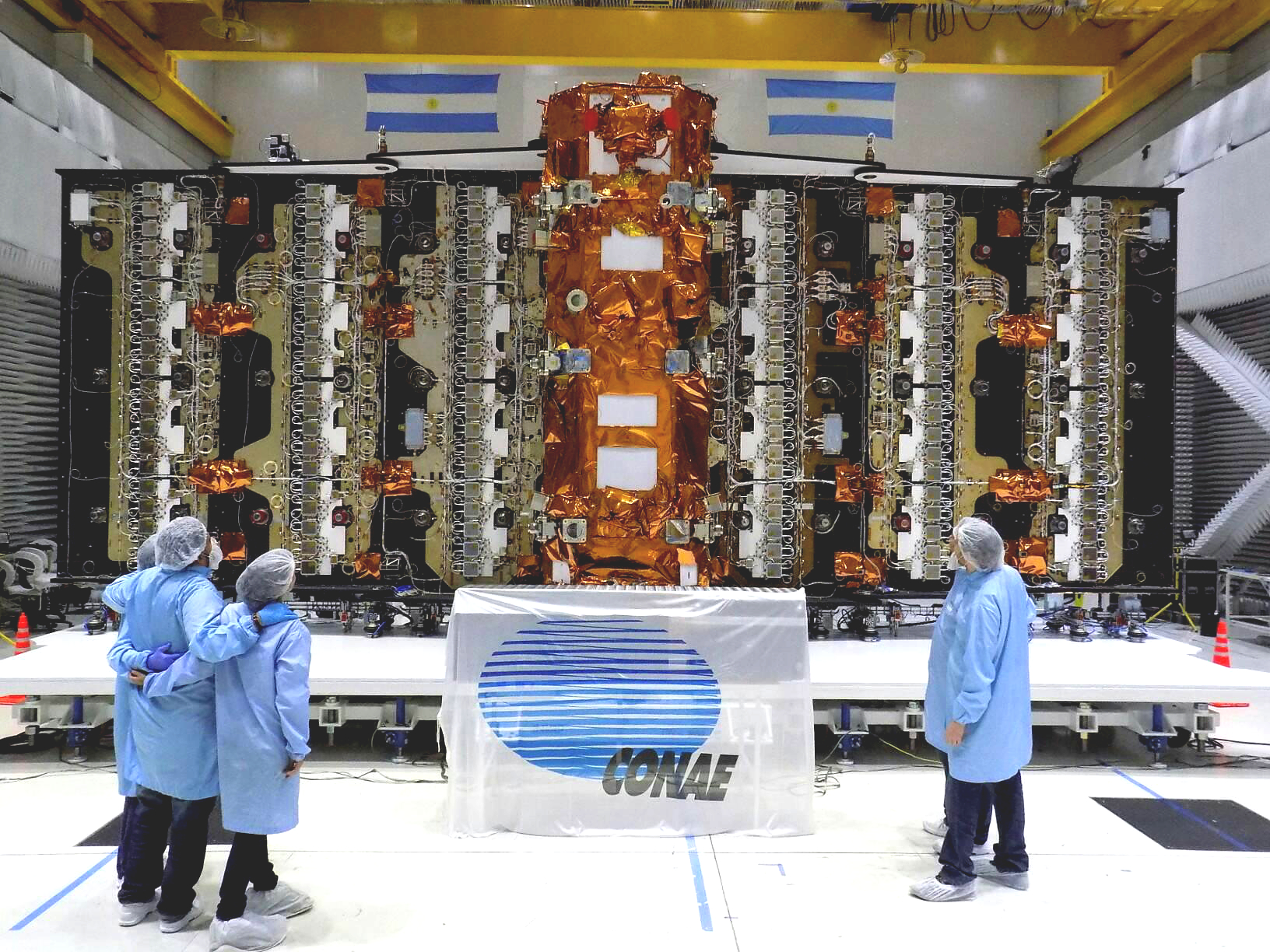
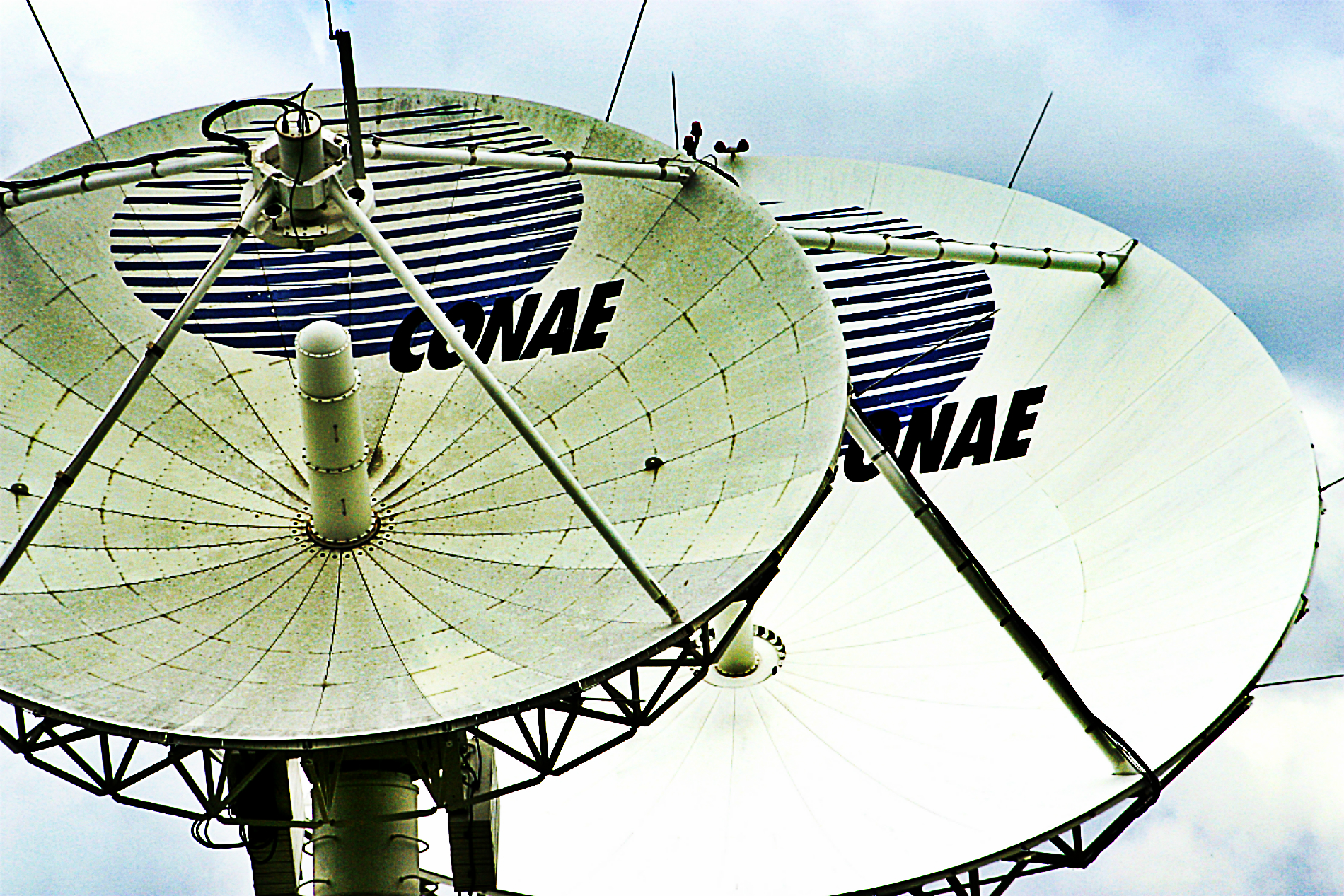